# Військова база
Військові бази — спеціально обладнані території, важливі в стратегічному відношенні, з усіма воєнними спорудами і тиловими установами, призначені для забезпечення бойових дій війська. На території військових баз зосереджуються контингенти збройних сил, матеріально-технічні засоби, боєприпаси, майстерні, шпиталі тощо. Військові бази забезпечуються також різними видами транспорту, засобами зв'язку, аеродромами. За своїм обладнанням та призначенням військові бази поділяються на сухопутні, військово-повітряні, військово-морські та змішані (для всіх родів військ).
Залежно від контексту, термін «військова база» може стосуватися будь-якої постійної установи, що належить організованим воєнізованим підрозділам, таким як поліція або національна гвардія. З іншого боку, термін може стосуватися суто армії чи флоту.

## Військові бази США
США після другої світової війни збудували велику кількість (бл. 800) військових баз на територіях близько 140 країн. Значна кількість цих військових баз розташована на територіях країн, що пов'язані з США воєнними договорами і пактами (НАТО, СЕАТО тощо).